# Henrik Meister
Henrik Wendel Meister (født 17. november 2003 i København) er en dansk professionel fodboldspiller, der spiller som angriber for Pisa SC, udlejet fra den franske klub Stade Rennais FC.

## Klubkarriere
Tidlige karriere
Meister begyndte sin karriere hos BK Skjold, men efter at være blevet afvist af flere større klubber såsom FC Nordsjælland, besluttede han som 17-årig at fokusere mindre på fodbold. Herefter kom han til Boldklubben 1903 og hjalp holdet med at sikre sig oprykning fra Københavnsserien til Danmarksserien i 2021.
FA 2000
I august 2021 skiftede Meister til FA 2000 efter at være blevet opdaget af klubbens direktør Steffen Dam.
I løbet af sin tid i FA 2000, nåede han at score to mål i 16 kampe.
Fremad Amager
Den 2. februar 2022 underskrev Henrik Meister en seks-måneders kontrakt med 1. divisionsklubben Fremad Amager.
Meister nåede at score syv mål og levere en assist i 33 kampe for klubben. Han forlod Fremad Amager, efter at klubben nedrykkede til 2. division i slutningen af 2022/2023-sæsonen.
Sarpsborg 08
Meister skiftede i juli 2023 til den norske klub Sarpsborg 08. Han fik sin debut for klubben den 6. august i det 77. minut ved et nederlag til Sandefjord. I sin næste optræden den 19. august scorede Meister sit første mål for klubben og var med til at sikre en 3-0 udebanesejr mod Odds BK. Den 27. august brækkede Meister kravebenet, hvilket satte ham på sidelinjen for resten af sæsonen.
Meister vendte tilbage på den første kampdag i 2024-sæsonen og blev indskiftet i et 1-0-nederlag til Viking FK. Den 12. juli 2024 scorede Meister fire mål i en kamp mod Rosenborg, hvor hans første tre mål kom inden for 20 minutter i første halvleg. Hans imponerende opvisninger tiltrak sig opmærksomhed fra større klubber med interesse fra Molde og Ligue 1-klubben Stade Rennais FC.
Stade Rennais FC
Den 15. august 2024 sluttede Meister sig til Stade Rennais FC på en fire-årig kontrakt, efter at Sarpsborg havde accepteret en indledende transfersum, der blev rapporteret til €8 millioner, potentielt stigende til €13 millioner i tillæg.
Meister fik sin debut for klubben den 18. august, hvor han kom på banen som erstatning for Albert Grønbæk i det 87. minut mod Lyon. Kort efter at Meister blev indskiftet scorede han Rennes' tredje og sidste mål i en 3-0 udebanesejr.

## Privatliv
Meisters mor er fra Cameroun.